# Esplanadbron

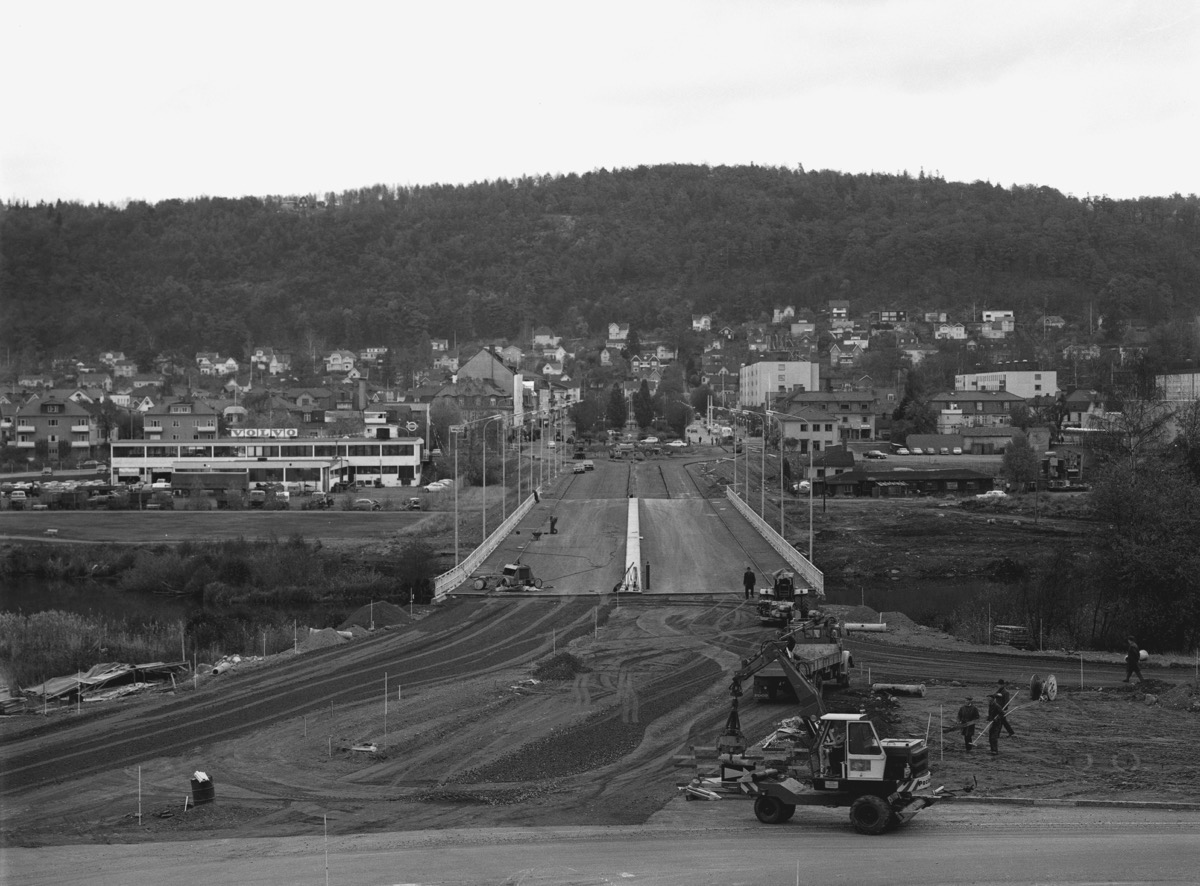
Esplanadbron under anläggande 1964–1965. I bakgrunden Esplanaden.

Esplanadbron är en bro över Huskvarnaån i Huskvarna, som utgör huvudinfarten till Huskvarna från E4.
Bron och den nya infarten anlades 1964–1965 i samband med motorvägsbygget genom Huskvarna och Jönköping. Den ligger i förlängningen av Huskvarnas centralstråk Esplanaden och gav Huskvarna en helt ny infart från ett nytt håll och direkt in i centrum.